# Hubert Adamczyk
Hubert Adamczyk (ur. 23 lutego 1998 w Bydgoszczy) – polski piłkarz występujący na pozycji pomocnika w polskim klubie Zagłębie Lubin. W trakcie swojej kariery grał także w takich klubach, jak Cracovia, Olimpia Grudziądz, Wisła Płock, GKS Tychy oraz Arka Gdynia. Były młodzieżowy reprezentant Polski.

## Kariera klubowa

### Początki kariery
Adamczyk swoją karierę zaczął w Zawiszy Bydgoszcz. W 2012 zaczął być obserwowany przez pracujących dla Chelsea skautów, Janusza i Bartosza Olędzkich, zaś dwa lata później, w lipcu 2014, został zawodnikiem akademii londyńskiego klubu. Wcześniej zainteresowanie jego osobą wyrażały też Legia Warszawa, Lech Poznań oraz Liverpool. Polak przez pierwsze pół roku po przenosinach do Londynu nie mógł jednak rozgrywać oficjalnych spotkań, gdyż z przyczyn formalnych nie otrzymał na to zgody od FIFA.
W styczniu 2015 Adamczyk zadebiutował w zespole do lat 21 wchodząc na boisko na ostatnie 20 minut spotkania Premier League International Cup z FC Porto. Z kolei w lutym tego samego roku zaczął odbywać pod wodzą ówczesnego trenera José Mourinho treningi z członkami pierwszej drużyny. 3 lipca 2015 Polak podpisał z Chelsea pierwszy profesjonalny kontrakt. Kilka miesięcy później miał zostać wypożyczony do Brøndby IF, do czego finalnie nie doszło. Ostatecznie też Adamczyk nigdy nie zadebiutował w pierwszej drużynie angielskiego klubu.

### Cracovia  i wypożyczenie do Olimpii Grudziądz
W pewnym momencie Adamczyk otrzymał ofertę m.in. od Legii Warszawa. Ostatecznie jednak 15 stycznia 2016 został nowym zawodnikiem Cracovii, z którą podpisał trzyletnią umowę. W barwach klubu zadebiutował 6 marca tego samego roku zmieniając Jakuba Wójcickiego w 88. minucie przegranego 1:2 meczu Ekstraklasy z Lechem Poznań. Był to jego ostatni występ w pierwszym zespole w sezonie 2015/16, gdyż potem częściej grał w trzecioligowych rezerwach. 4 grudnia 2016 Adamczyk po raz pierwszy wyszedł w podstawowym składzie Cracovii i pozostał na boisku do 61. minuty zremisowanego 1:1 spotkania Ekstraklasy z Górnikiem Łęczna. W sumie w koszulce Cracovii wystąpił w sześciu meczach ligowych.
31 sierpnia 2017 Adamczyk został wypożyczony na rok do pierwszoligowej Olimpii Grudziądz. 8 września tego samego roku zadebiutował w barwach klubu zmieniając Daniela Ferugę w 78. minucie wygranego 1:0 meczu I ligi z Ruchem Chorzów. 24 kwietnia 2018 w 51. minucie zremisowanego 2:2 spotkania ligowego ze Stalą Mielec zdobył natomiast swoją pierwszą bramkę w barwach klubu, która była jednocześnie jego pierwszym golem w seniorskim futoblu. W sumie w sezonie 2017/18 wystąpił w barwach klubu w 18 meczach zdobywając przy tym jednego gola, ale nie uchronił klubu przed spadkiem.

### Wisła Płock i wypożyczenie do GKS-u Tychy
Po zakończeniu sezonu 2017/18 Adamczyk powrócił do Cracovii, ale 31 sierpnia 2018 został sprzedany do Wisły Płock, skąd od razu wypożyczono go do pierwszoligowego GKS-u Tychy. W barwach tego klubu zadebiutował 8 września zmieniając kontuzjowanego Kacpra Piątka w 41. minucie przegranego 1:4 meczu I ligi z Bytovią Bytów. Tydzień później zdobył premierową bramkę dla GKS-u w 67. minucie zremisowanego 2:2 spotkania ligowego ze Podbeskidziem Bielsko-Biała. 26 września po raz pierwszy w karierze wystąpił w Pucharze Polski, a także strzelił gola podczas przegranego 1:2 meczu w Legionovią Legionowo. Z kolei 13 października dwukrotnie pokonał bramkarza Wigier Suwałki podczas zremisowanego 2:2 spotkania ligowego. Ostatecznie sezon 2018/19 zakończył z 27 występami oraz 7 golami, będąc drugim najskuteczniejszym strzelcem GKS-u.
Latem 2019 Adamczyk wrócił do Wisły Płock i udał się wraz z nią na przedsezonowe zgrupowanie w Grodzisku Mazowieckim. Jednakże podczas sparingowego meczu z AEK Larnaka musiał opuścić boisko w 25. minucie z powodu kontuzji. 1 października przeszedł on zabieg szycia łąkotki w prawym kolanie, a po kilku tygodniach rozpoczął rehabilitację. Do gry powrócił 23 lutego 2020 – wtedy też zadebiutował w barwach Wisły zmieniając Torgila Gjertsena w 83. minucie zremisowanego 1:1 meczu ligowego z Zagłębiem Lubin. 6 lipca w 68. minucie wygranego 1:0 spotkania ligowego z Górnikiem Zabrze zdobył natomiast swoją pierwszą bramkę w barwach klubu oraz w Ekstraklasie, zapewniając tym samym Wiśle utrzymanie. Sezon 2019/20 zakończył z 11 występami na koncie oraz 1 bramką.

### Arka Gdynia
Latem 2020 pojawiły się informacje, że Adamczyk dołączy do Arki Gdynia. Ostatecznie jednak 14 lipca przedłużył on kontrakt z Wisłą do 30 czerwca 2021. 16 maja 2021 Wisła oficjalnie potwierdziła, że Adamczyk znalazł się gronie piłkarzy, których umowy nie zostaną przedłużone. Cztery dni później zawodnik na trzy lata związał się z Arką. W sierpniu 2024 roku pomocnik pożegnał się z klubem z Trójmiasta. Po rozwiązaniu kontraktu za porozumieniem stron Adamczyk związał się z Zagłębiem Lubin podpisując dwuletnią umowę. 

## Statystyki kariery klubowej
(aktualne na dzień 20 maja 2021)
| Cracovia                 | 2015/16            | Ekstraklasa        | 1  | 0 | 0 | 0 | – | – | 1  | 0 |
| Cracovia                 | 2016/17            | Ekstraklasa        | 4  | 0 | 0 | 0 | – | – | 4  | 0 |
| Cracovia                 | 2017/18            | Ekstraklasa        | 1  | 0 | 0 | 0 | – | – | 1  | 0 |
| Olimpia Grudziądz (wyp.) | 2017/18            | I liga             | 18 | 1 | 0 | 0 | – | – | 18 | 1 |
| GKS Tychy (wyp.)         | 2018/19            | I liga             | 26 | 6 | 1 | 1 | – | – | 27 | 7 |
| Wisła Płock              | 2019/20            | Ekstraklasa        | 11 | 1 | 0 | 0 | – | – | 11 | 1 |
| Wisła Płock              | 2020/21            | Ekstraklasa        | 10 | 0 | 1 | 0 | – | – | 11 | 0 |
| Ogólnie w karierze       | Ogólnie w karierze | Ogólnie w karierze | 71 | 8 | 2 | 1 | 0 | 0 | 73 | 9 |